# Accusation de profanation d'hosties contre les Juifs

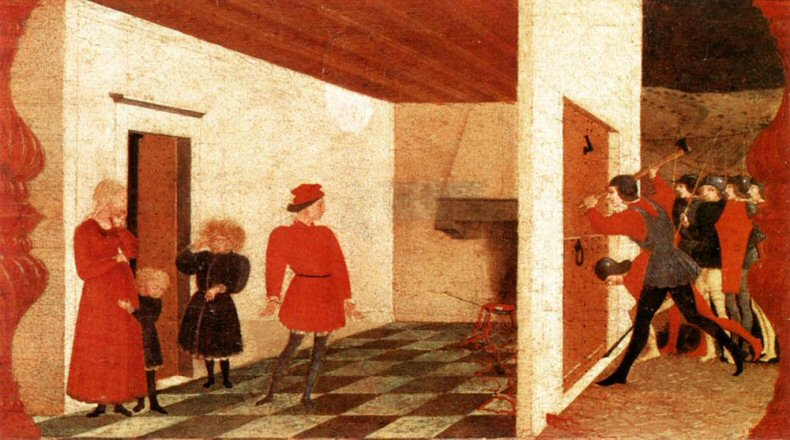
Paolo Uccello, deuxième panneau de la prédelle du Miracle de l'hostie profanée, 1465-1469.Le prêteur sur gages et son épouse enceinte, accompagnés de leurs deux enfants, ont profané une hostie consacrée en la brûlant dans la cheminée. Le sang qui coule de l'hostie se répand sous la porte de la maison et alerte la population.
Ucello a réalisé une œuvre de commande pour la confrérie du Corpus Domini à Urbino, où vivait l’une des plus anciennes et populeuses communautés juives d’Italie.

 (août 2023).
Si vous disposez d'ouvrages ou d'articles de référence ou si vous connaissez des sites web de qualité traitant du thème abordé ici, merci de compléter l'article en donnant les références utiles à sa vérifiabilité et en les liant à la section « Notes et références ».
L'accusation de profanation d'hosties contre les Juifs est l’un des thèmes de la propagande antisémite depuis le Moyen Âge. Elle a été proférée par les branches historiques du christianisme du monde occidental, en particulier à partir du quatrième concile du Latran (1215), qui officialise le dogme de la transsubstantiation. Pour l’Église catholique, l’hostie consacrée est le corps du Christ et sa profanation est un crime proche du déicide.
Des profanations d’hostie eurent peut-être lieu lorsque le christianisme s’implanta dans l’empire romain d’Occident et que des païens voulurent humilier les missionnaires de la nouvelle religion,. Cependant, elles n’existèrent dans la plupart des cas que dans l’imagination des accusateurs qui visaient à discréditer divers groupes dont les Juifs mais aussi les « sorcières » au Moyen Âge ou, à partir du XIXe siècle, les francs-maçons. C'est toutefois contre les Juifs que cette accusation fut portée de la manière la plus constante et qu’elle eut les conséquences les plus meurtrières, servant à justifier des expulsions et des massacres pendant des siècles. 
L'accusation s'est trouvée relayée aussi bien par des sermons, par des ouvrages présentés comme religieux ou historiques que par des œuvres de fiction ou même des représentations picturales.

## Premiers signes dans l'antiquité et le début du Moyen Âge
Certains Pères de l'Église ont élaboré la théorie du déicide selon laquelle ils reprochaient à tous les Juifs d'avoir tué Jésus-Christ par méchanceté, si bien que Dieu aurait maudit à jamais leur descendance. On se référait pour cela à des passages du Nouveau Testament, comme Matthieu 27:25.
À partir du IVe siècle, des légendes chrétiennes affirmaient que les Juifs essayaient de profaner et d'endommager les images du Christ. C'est ainsi que vers 380, on attribuait à Athanase d'Alexandrie († 373) un sermon selon lequel des Juifs de Berytos (Beyrouth) auraient répété sur une image du Christ le martyre et la crucifixion de Jésus. L'image s'était mise à saigner, et le miracle aurait persuadé les témoins juifs de se faire baptiser.
À l'origine, ce crime supposé était moins destiné à rabaisser le judaïsme qu'à renforcer la foi des Chrétiens dans le pouvoir guérisseur de leurs icônes et de leurs autres objets sacrés[réf. nécessaire]. Il arrivait à l'occasion qu'on le répétât en mettant en scène d'autres personnes qualifiées d'ennemis de la foi, ou même de « mauvais chrétiens ». Le rôle des Juifs qui finissaient par se convertir était d'illustrer le pouvoir du Christ qui agissait à travers son image. 

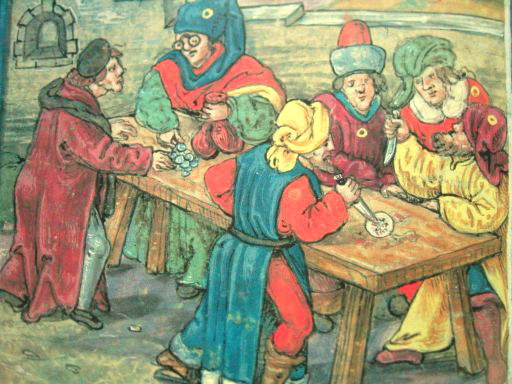
Juifs de Sternberg portant la rouelle et profanant des hosties en 1492, représentation de 1517

On les soupçonnait de maltraiter des images et des symboles chrétiens mais cela ne reposait pas sur une connaissance religieuse concrète, mais sur la foi dans la supériorité du christianisme, surtout après que cette religion fut devenue celle de l'État romain au IVe siècle. C'est ainsi qu'en 408, l'empereur Théodose II interdit aux Juifs – outre les entraves considérables qu'il mettait à l'exercice de leur religion – de brûler un crucifix pendant la fête de Pourim, coutume juive qu'on ne trouve d'ailleurs attestée nulle part[réf. nécessaire].
Grégoire de Tours († 594) parle d'un Juif qui aurait endommagé une image du Christ dans une église et l'aurait emportée chez lui ; la blessure du Christ sur son image se serait mise à saigner, les traces de sang auraient trahi l'auteur, si bien qu'il avait dû payer son crime de sa vie. Dans cet exemple, l'accent n'est plus mis comme auparavant sur la conversion mais sur le châtiment du « sacrilège » .
C'est au cours du Haut Moyen Âge qu'apparaissent les premiers rapports sur des profanations d'hosties par les Juifs : Paschasius Radbertus († vers 860) parlait d'un Juif qui avait participé au sacrifice de la messe célébrée par saint Syrus et avait reçu l'hostie consacrée. Il avait ressenti immédiatement des douleurs horribles auxquelles seul le saint avait pu mettre fin, à la suite de quoi le Juif s'était fait baptiser. Vers la fin du Xe siècle, l'abbé Gezone da Tortona a modifié cette histoire : cette fois c'était Syrus qui avait repris le corps du Seigneur dans la bouche du Juif, et l'avait ainsi guéri. Des légendes semblables se multiplièrent au XIe siècle avec la controverse sur l'eucharistie. Cependant, là encore ce n'étaient pas les Juifs qui jouaient un rôle de premier plan : le plus souvent, ils ne servaient qu'à confirmer le miracle de la présence réelle de Jésus dans le sacrement de l'autel.

## Formation et importance au Moyen Âge classique

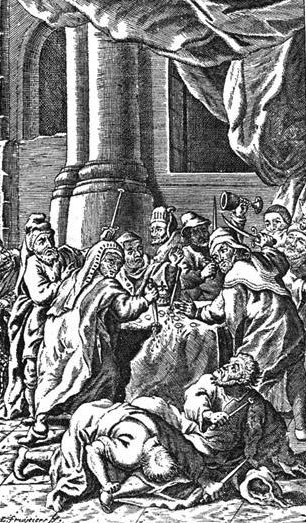
Représentation d'une scène de profanation d'hostie par des Juifs, Cathédrale Sainte Gudule, Bruxelles

C'est seulement au cours du Moyen Âge classique que la légende attribuée à Athanase s'est diffusée largement et a fait souvent l'objet d'illustrations. La Chronica de Sigebert de Gembloux († 1112), a déplacé l'histoire en l'an 765. Après un coup de javelot (cf. Jean 19,34) le sang aurait coulé de l'image que les Juifs avaient prise et portée dans la synagogue. Elle aurait manifesté à cette occasion ses pouvoirs de guérison, si bien que les coupables se seraient fait baptiser. Dans ce récit, les Juifs apparaissaient en tant que groupe, et on donnait une représentation de leur service religieux.

### A Paris

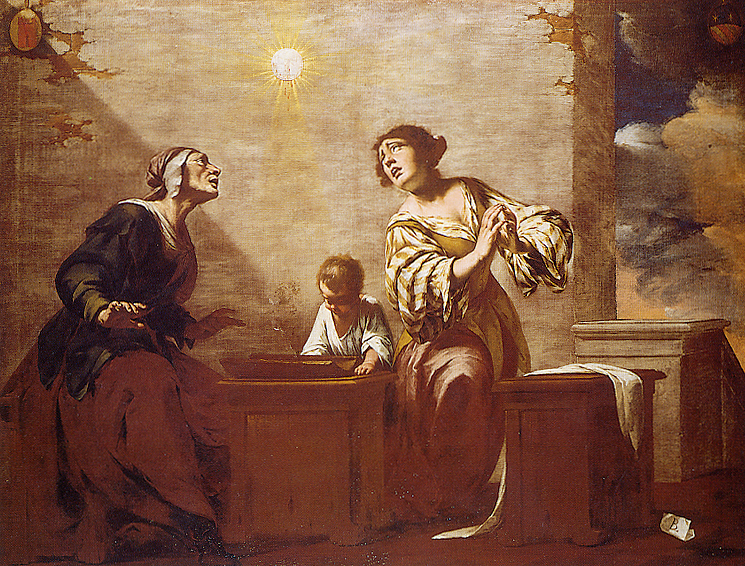
Miracle de l'hostie volée, Giovanni B. Lucini, 1685

Le « cas » le plus ancien d'une prétendue profanation d'hostie, enregistré par un grand nombre de chroniques de cette époque, a été signalé à Paris en 1290. Jan van Tielrode († 1298), par exemple, écrivait dans son Chronicon qu'un Juif parisien du nom de Jonathas Ben Haym, prêteur sur gages, fut accusé par une servante chrétienne du nom de Marie la Hautière, d'avoir gagé une hostie consacrée en échange de vêtements d'une valeur de 10 livres d'argent. La communauté juive rassemblée aurait ensuite tenté de la lacérer avec des couteaux, des stylets et des clous, mais sans arriver à la détruire. Seul le plus grand couteau aurait été en mesure de partager l'hostie en trois morceaux. Du sang aurait alors coulé. Finalement, on aurait jeté les morceaux dans de l'eau bouillante qui se serait transformée en sang, et les morceaux d'hostie en une pièce de chair  tout entière. 
Cet événement, appelé « miracle des Billettes », est  commémoré par un vitrail de l'église Saint-Étienne-du-Mont, différentes représentations picturales et par une pièce de théâtre médiévale, Le Mistère de la Saincte Hostie. Ce « miracle » aurait converti au christianisme de nombreux témoins, y compris l'auteur du rapport.

### En Allemagne

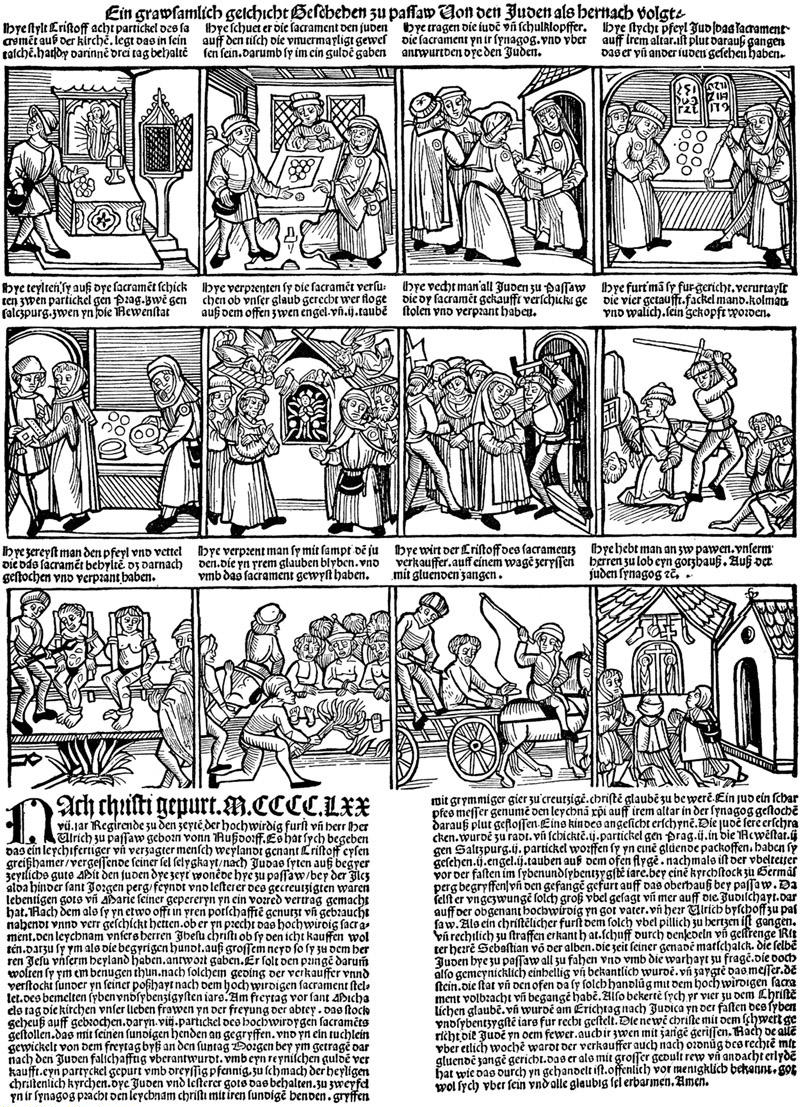
Gravure allemande sur bois du XVe siècle sur la profanation supposée d'hosties par les Juifs de Passau en 1477. Les hosties sont volées puis percées par des Juifs ; sont récupérées et sacralisées ; des Juifs sont torturés avec des pinces brûlantes et décapités ; toute la communauté juive est chassée les pieds liés et brûlés ; les chrétiens s'agenouillent et prient.

Cependant, ce n'est pas en France mais dans l'espace linguistique allemand que cette légende s'est rapidement répandue et maintes fois modifiée. Selon une version, l'hostie, qu'on ne serait pas arrivé à déchirer, serait restée suspendue dans les airs tandis qu'apparaissait l'image d'un crucifié. Dans d'autres versions, elle aurait été brûlée, et alors seraient apparus des anges ou l'Enfant-Jésus. Toutes les versions ultérieures ressemblaient dans leur structure à leur modèle : elles accusaient presque uniquement des Juifs d'avoir torturé une hostie secrètement volée ou achetée et d'avoir essayé de la détruire.
On voulait d'abord, grâce à ces conversions imaginaires de Juifs, raffermir la foi qui s'affaiblissait chez les chrétiens dans la puissance de bénédiction et de guérison de l'hostie. On renforçait indirectement la croyance en la présence réelle du Christ dans l'hostie. En même temps, les chrétiens supposaient que les Juifs avaient une tendance naturelle à « assassiner Dieu » : les instruments prétendument utilisés pour torturer l'hostie reproduisaient la crucifixion de Jésus. La tentative manquée de la déchirer représentait les attaques des Juifs contre la doctrine chrétienne de la Trinité. On reprenait le reproche depuis longtemps enraciné d'être responsables de la mort du Christ et on reportait sur la totalité de la génération d'alors des Juifs le désir de continuer sa Passion et de répéter son meurtre. À présent, tous les Juifs étaient considérés comme des criminels religieux en puissance ; la seule solution qui leur restait était la conversion au christianisme.

#### XIIIe siècle
Dès 1298, de telles légendes ne servaient plus qu'à justifier des pogroms contre les Juifs. À cette époque, Rintfleisch, un chevalier ruiné, prétendit qu'il y avait eu profanation d'hostie à Röttingen en Franconie, ce qui provoqua des allégations identiques, entre autres à Iphofen, Lauda, Weikersheim, Möckmühl et Wurzbourg. Rintfleisch se vit par un message personnel du ciel, désigné pour exterminer tous les Juifs et pendant six mois, à la tête d'une bande de plus de 140 meurtriers, parcourut les villages de Franconie et de Souabe, violant, torturant et brûlant par milliers des Juifs et des Juives et massacrant leurs enfants. Seuls les villes d'Augsbourg et de Ratisbonne protégèrent leurs habitants juifs. Une partie des malheureux pourchassés réussit à s'enfuir en Pologne et en Lituanie.

#### XIVe siècle
Une autre vague de persécution se produisit entre 1336 à 1338. À ce moment-là, des paysans ruinés et des bandes de voleurs errants, se réunirent sous la direction d'un chevalier pillard, « le roi Armleder ». Ils se nommaient eux-mêmes « les tueurs de Juifs » et ils exterminèrent de nombreuses communautés juives en Alsace, en Souabe, en Hesse, sur les bords de la Moselle, en Bohême et en Basse-Autriche, y compris celle de Deggendorf, en Basse-Bavière. Là, les Juifs avaient, disait-on, torturé des hosties et les avaient jetées dans un puits. Là-dessus, un moine anonyme écrivit en 1390 :

« Cette année [1337] on retrouva à Deggendorf le corps du Seigneur, que les Juifs avaient martyrisé, et ils furent pour cette raison brûlés en 1338 »

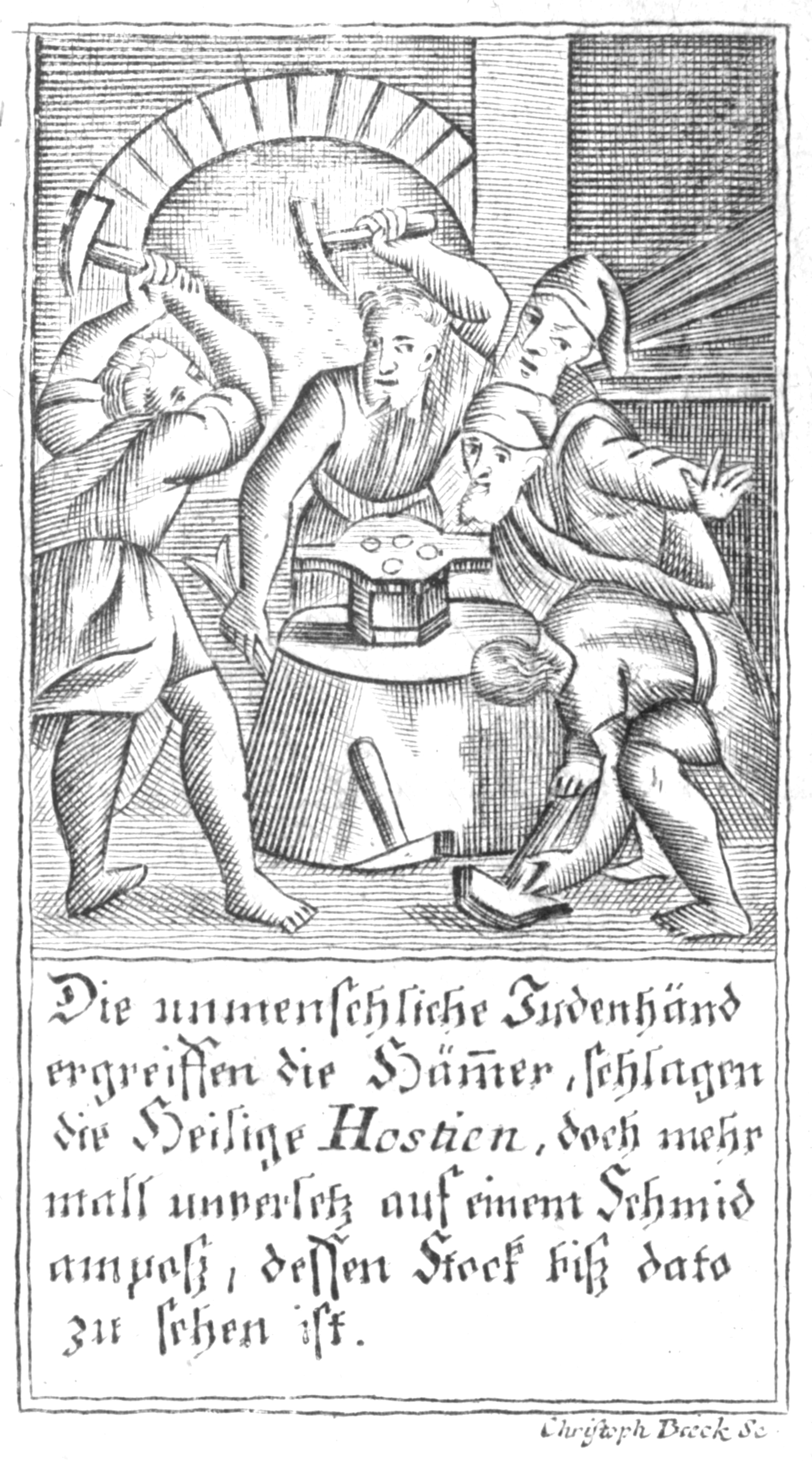
Profanation d'hosties à Deggendorf en Bavière, 1776

À Deggendorf, l'endettement élevé (garanties, hypothèques...) des habitants auprès des Juifs fut effacé, selon un certificat du duc Henri IV de Bavière, par le biais de ces pogroms. L'endroit devint alors un lieu de pèlerinage enrichi d'indulgences sur plusieurs jours, pendant des siècles. L'Église du Saint-Sépulcre de Deggendorf, consacrée en 1360, porte l'inscription : « Do bart Gotes Laichenam funden ». Des retables de 1725 portent l'inscription : Les hosties consacrées ont été frottées avec des épines jusqu'à ce que jaillît le Saint-Sang, et au milieu d'un tel martyre, il apparut un petit enfant. Le pèlerinage à Deggendorf se maintient pendant des centaines d'années. En 1766 à Deggendorf, plus de 60 000 pèlerins affluent. Encore en 1800 à Regen, dans la forêt bavaroise, on jouait des pièces de théâtre où l'on montrait la profanation d'hosties.

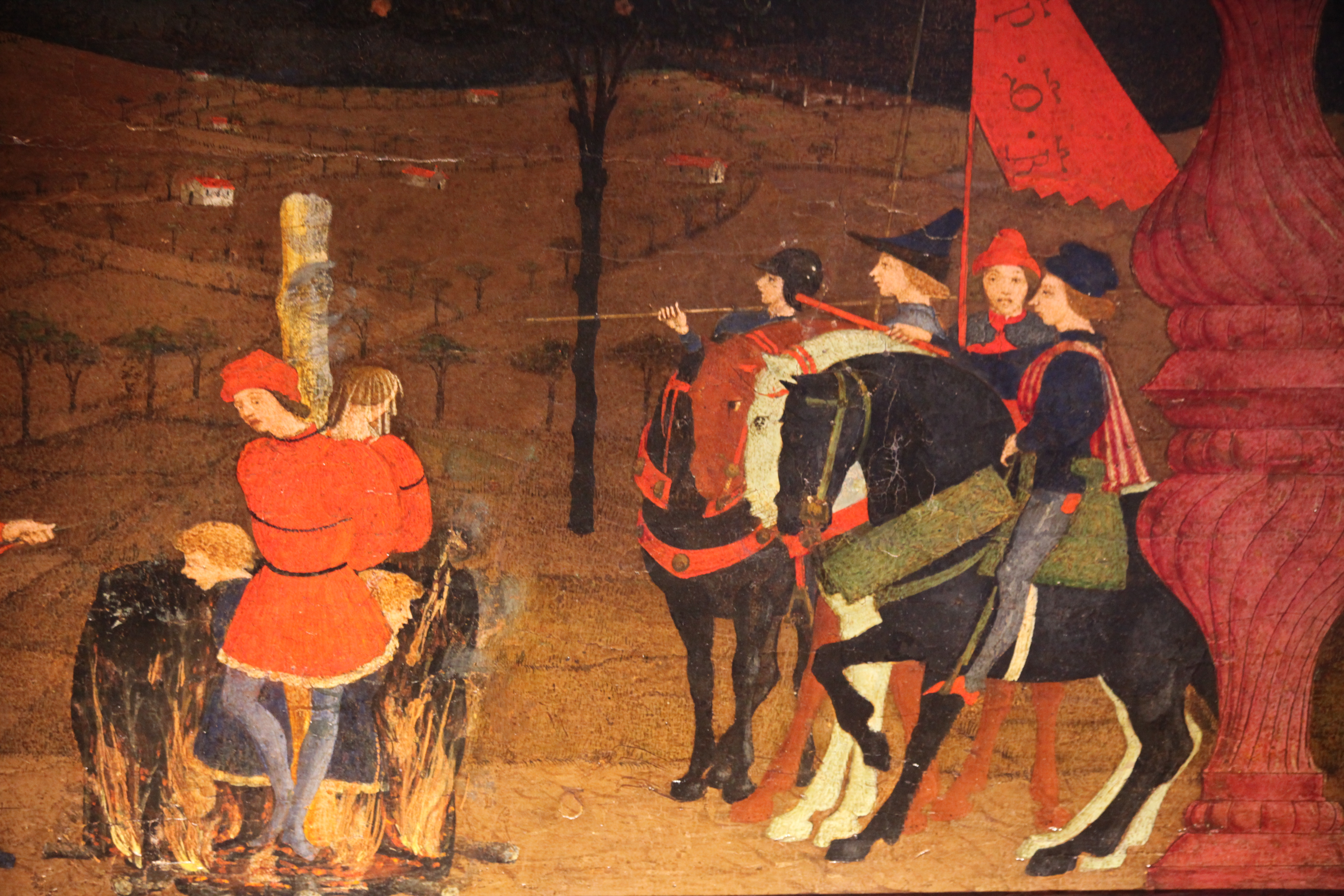
Juifs périssant sur le bûcher pour avoir profané des hosties, P. Uccello, 1467

Soigneusement transmises, ces légendes se maintinrent longtemps et restèrent profondément enracinées dans la pensée chrétienne, et parfois encore aujourd'hui. En 1776 à Deggendorf, parut un livre de prières et de dévotions avec le titre : « Le miracle de la foi triomphante dans le pays entièrement chrétien de Chur en Bavière. C'est-à-dire : La relation merveilleuse... de la présence du Divin Fils... incarné en 10 petites hosties... qui... en 1337 dans la ville de Deggendorf, furent victimes de... violence dues aux... Juifs... ».
Toutes les légendes ultérieures sur des vols d'hosties suivaient le modèle de la légende de Deggendorf. Dans leurs descriptions détaillées se reflètent les méthodes de tortures des autorités ecclésiastiques et laïques, et surtout de l'Inquisition. Là où l'on racontait qu'on avait essayé de brûler une hostie, l'idée de brûler les Juifs venait d'elle-même. Tous ces reproches imaginaires visaient souvent à effacer les dettes contractées chez les Juifs en effaçant toute leur communauté ou d'exproprier les communautés juives de l'endroit pour établir un culte de l'hostie martyrisée et enrichir la localité grâce aux revenus du pèlerinage. À cette fin, là où le méfait était censé avoir eu lieu, on construisait des chapelles ou des églises, souvent à l'emplacement même des synagogues, que l'on brûlait d'abord entièrement, et on y exposait les « hosties sanglantes ».

### Culte

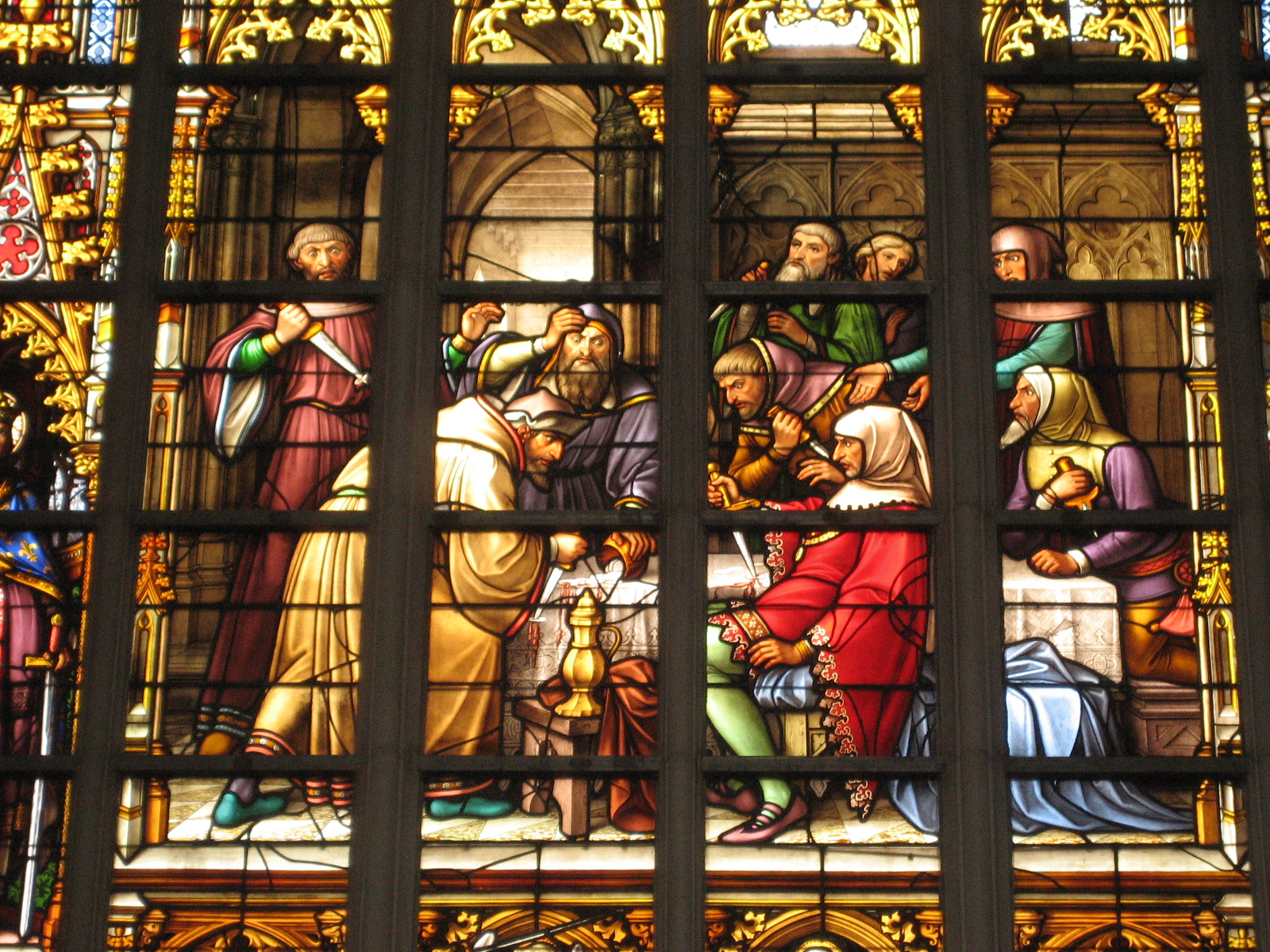
Vitrail de Jean-Baptiste Capronnier dans la Cathédrale Sainte-Gudule-Saint-Michel de Bruxelles

À Klosterneuburg, en 1298 - l'année de la première légende de Paris - un prêtre avait montré une hostie en train de saigner comme « preuve » d'une profanation d'hosties par les Juifs. Le pape envoya une commission d'évêques mener l'enquête et elle lui donna raison. À Pulkau également en Autriche, une hostie sanglante devait être exposée en 1338, sur le modèle de celle de Deggendorf ; cette fois, le pape Benoît XIII mit en garde le roi Albert d'Autriche contre ce culte. Une autre accusation fausse nous est rapportée en 1345 par la Chronique de Jean de Winterthur, le reste du temps fort peu critique : en 1330, une chrétienne de Ehingen (en Souabe) avait volé des hosties consacrées afin de s'en servir pour faire de la magie. Immédiatement, les Juifs de l'endroit avaient été soupçonnés de ce vol, et 80 d'entre eux, bien qu'innocents, avaient été exécutés.
En 1450, le légat du pape Nicolas de Cues essaya pendant sa mission en Allemagne d'éradiquer ce culte des hosties. Et pourtant, c'est justement dans la seconde moitié du XVe siècle que les accusations de crimes contre les hosties s'enflèrent démesurément : en 1477 à Passau, on accusa un chrétien, Christoph Eysengreißheimer, d'avoir vendu aux Juifs, « ennemis du Sauveur », huit hosties qu'il avait volées, et les Juifs les auraient ensuite torturées. Les accusés furent jetés en prison et torturés ; après leurs « aveux », on décapita ceux qui avaient accepté de se faire baptiser, les autres furent torturés avec des tenailles rougies au feu et brûlés. Avec le matériel de la synagogue, le prince-évêque Ulrich von Nußdorf fit construire l'église expiatoire du Saint-Sauveur (Sankt Salvator). Pourtant la tentative d'établir un culte trouva ici peu de succès car Deggendorf était trop proche et avait les préférences des pèlerins.

### Autres accusations de profanation d'hosties

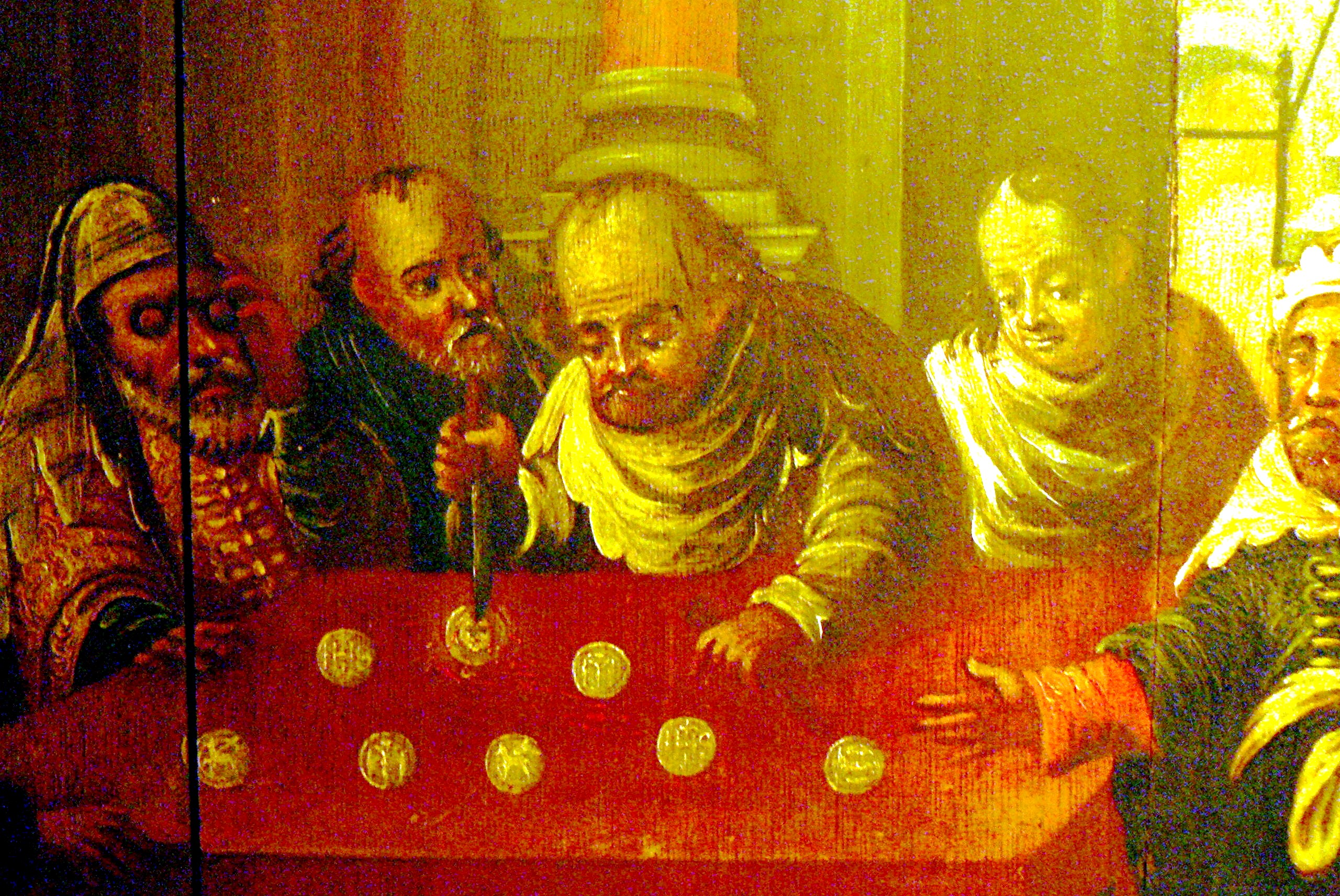
Peinture montrant une profanation d'hostie par des Juifs de Passau(Allemagne) en 1477

- Peinture montrant une profanation d'hostie par des Juifs de Passau(Allemagne) en 1477Bruxelles : En 1370, six membres de la communauté juive de Bruxelles sont accusés de profanation du Saint-Sacrement[10]. Le vendredi saint 1370 à la synagogue, des Juifs auraient transpercé de poignards des hosties dérobées dans une chapelle. Du sang aurait coulé de ces hosties. Les Juifs seront jugés, tenaillés en public et brûlés sur le bûcher. Le duc de Brabant confisque les biens des accusés (Sacrement du Miracle).
- Enns (avant 1420) : Cet incident servit de prétexte pour la Gesera de Vienne, la destruction des communautés juives dans le duché d'Autriche.
- Breslau en 1453 : Après que les Juifs de Breslau eurent été accusés de profonation d'hosties par le moine franciscain Jean de Capistran, 41 Juifs furent brûlés sur le bûcher en 1453, et le reste expulsé de la ville. Le privilège impérial de 1455 accordé à Breslau de non tolerandis Judaeis (privilège de ne pas tolérer les Juifs) resta de jure en vigueur judsqu'en 1744.
- Sternberg (Mecklembourg) en 1492 : On arrêta tous les Juifs de la région, et 27 d'entre eux furent brûlés à la suite d'aveux arrachés sous la torture ; le reste fut chassé du duché. Un pèlerinage commença et procura d'importants revenus supplémentaires au doyen de la cathédrale de Schwerin.

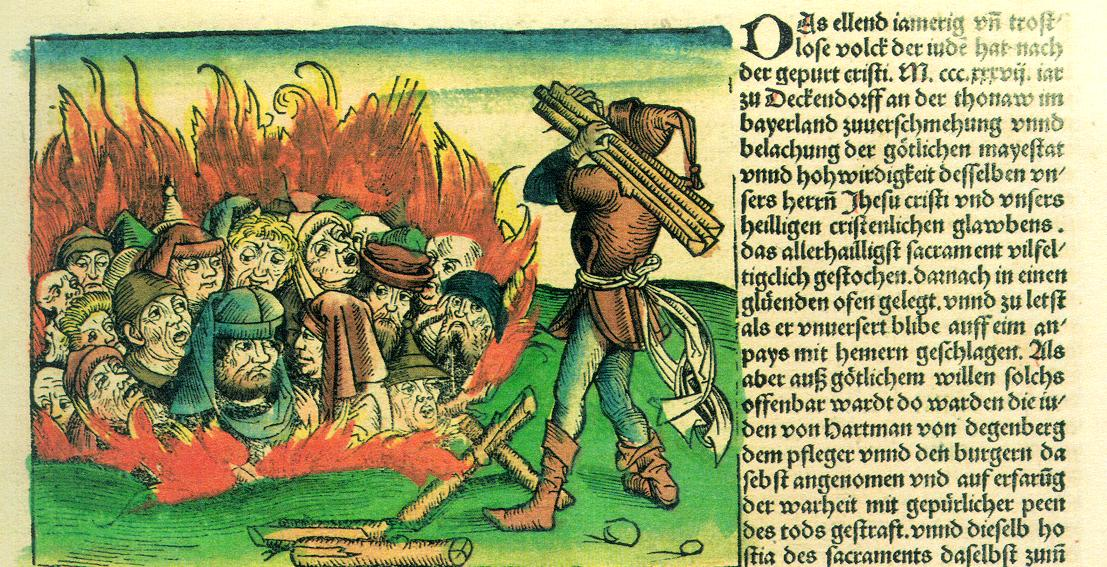
Juifs brûlés vifs et présentation à droite de l'allégation de profanation d'hosties de Deggendorf (1338) et Sternberg, Mecklenburg (1492), Chronique de Nuremberg, 1493.

- Juifs brûlés vifs et présentation à droite de l'allégation de profanation d'hosties de Deggendorf (1338) et Sternberg, Mecklenburg (1492), Chronique de Nuremberg, 1493. Village de Knoblauch près de Brandebourg-sur-la-Havel en 1510 : En juillet, 38 Juifs furent brûlés à Berlin, à la suite de quoi furent expulsés tous les Juifs de la Marche de Brandebourg. Ils n'étaient pas seulement accusés de profanation d'hosties, mais d'infanticide. Ils auraient également tenté de se servir pour leurs mazot (pain azyme) de fragments de l'hostie consacrée : Après leur « découverte » les « preuves » furent exposées à la cathédrale de Brandebourg, mais avec beaucoup moins de résonance dans le simple peuple que le clergé n'avait espéré.

Ces pogroms ne venaient pas de la population, mais étaient le résultat d'intrigues précises de certains groupes d'intérêt religieux locaux. De nombreuses publications donnaient des précisions sur les hosties miraculeuses bien au-delà du Mecklembourg et de ce qui était alors le diocèse de Brandebourg.
- Przemysl en Pologne en 1630 : Une femme chrétienne, alors interrogée sous la torture, accuse les Juifs de l'avoir persuadée de voler une hostie consacrée (elle finit par mourir sur le bûcher). En conséquence, Moïse (Moszko) Szmuklerz est emprisonné par les autorités municipales, torturé et brûlé sur le bûcher. Cet événement est commémoré chaque année dans l'une des synagogues de Przemysl[11].

On accusait aussi des « sorcières » de pratiques occultes ou sataniques qu'elles auraient faites avec des hosties volées. Presque toujours, les conséquences étaient terriblement désastreuses pour les accusées, et le résultat était leur expulsion ou leur exécution.

## Déclin depuis le début des temps modernes
Depuis la Réformation du XVIe siècle, même dans les pays catholiques où l'on croyait à la transsubstantiation, les accusations de profanation d'hosties diminuèrent : la façon réformée de comprendre la Sainte-Cène avait eu pour résultat de modérer la piété populaire. On crut cependant toujours aux meurtres rituels et à la vérité des anciennes profanations d'hosties rapportées par des légendes : le Vatican, sous les papes Pie IX et Léon XIII, soutenait encore ces stéréotypes antijuifs. 
Dans certaines parties de l'Europe, ils ont subsisté au XIXe siècle, notamment en Roumanie.

## Situation actuelle

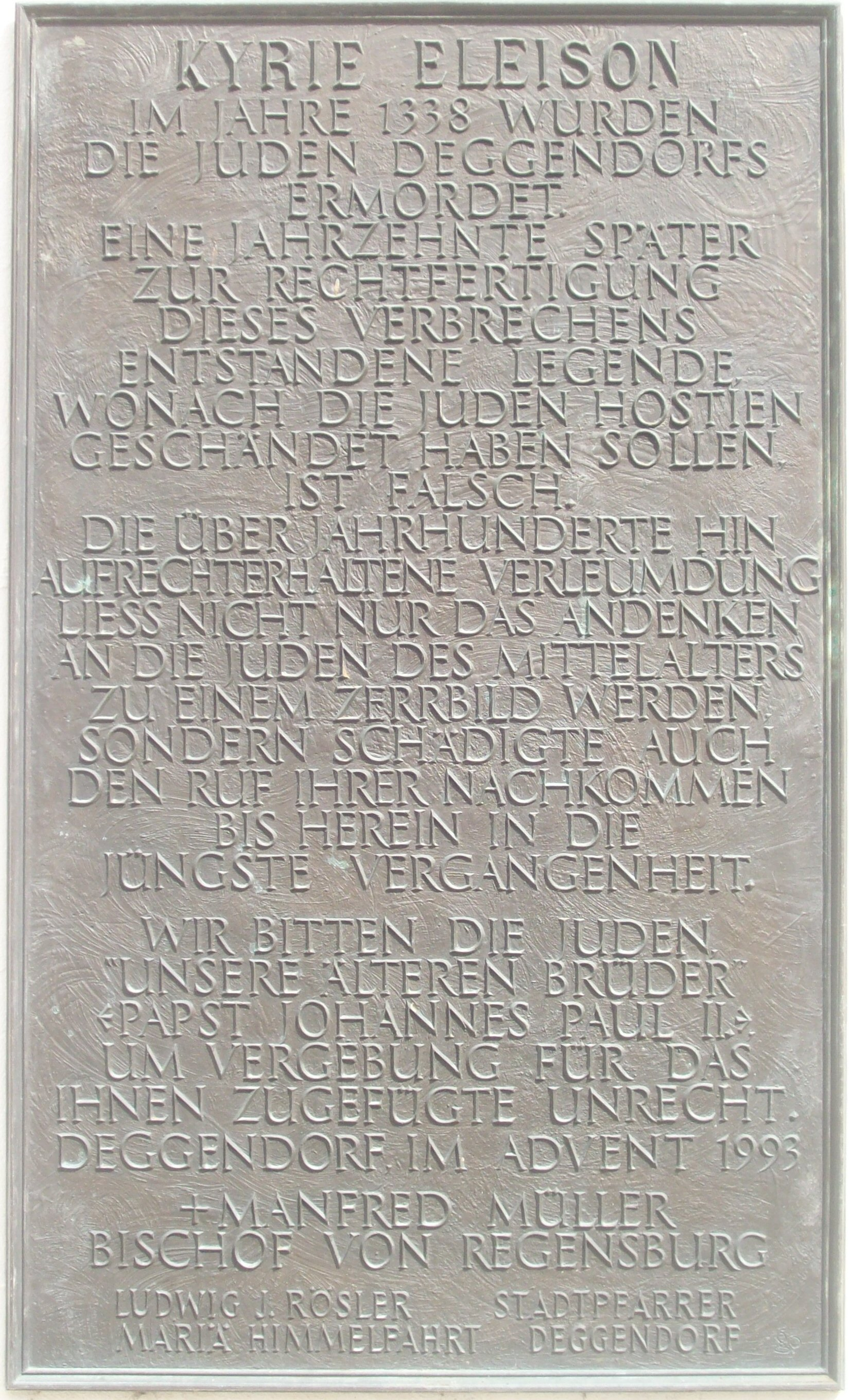
Plaque reconnaissant la profanation d'hosties comme une légende et l'injustice faite aux Juifs de Deggendorf, apposée à l'extérieur de l'église en 1993

Dans les églises de pèlerinage de Lauda et d’Iphofen, on voit encore aujourd'hui des images destinées à rappeler la profanation d'hosties par les Juifs au moment des pogroms de Rintfleisch.
L'église du Saint-Sépulcre à Deggendorf a été jusqu'en 1992 un grand lieu de pèlerinage sur plusieurs jours. Les accusations de profanation d'hosties de 1390 ont été renouvelées dans de nombreux traités, de poèmes, de chansons destinés au peuple. En 1960, le père bénédictin B. Braunmüller écrivait encore dans ses récits historiques sur les saintes hosties dans l'église du Saint-Sépulcre de Deggendorf : 

« Si l'on regarde les faits tels qu'ils sont présentés, et comment sans interruption, grands et petits, pauvres et riches, prêtres et laïcs sont venus témoigner dans cette église du Saint-Sépulcre, de loin et de près et de manière diverse, de l'adoration et de la vénération qu'ils rendaient au corps du Christ, on a du mal à comprendre la folie de ceux qui, dans les temps présents, tournent en dérision le saint miracle comme une absurdité et une supercherie et voient dans cette dévotion et ce pèlerinage une apologie du meurtre des juifs. »

La légende de la profanation d'hosties n'en est pas moins devenue de plus en plus insoutenable, mais c'est seulement à la suite de la thèse de doctorat du théologien catholique Manfred Eder, soutenue par des cercles religieux savants, que le pèlerinage de 1338 à Deggendorf a été supprimé en 1992 ; l'évêque Manfred Müller a publiquement pris des distances sans équivoque avec les falsifications chrétiennes antisémites de l'histoire et fait apposer en 1993, une plaque qualifiant expressément la profanation d'hosties de légende créée pour justifier un crime, et a demandé pardon aux juifs pour les torts qui leur avaient été causés.
À Bruxelles, en 1870, la procession commémorative des 500 ans du Sacrement du Miracle aurait dû avoir un éclat exceptionnel, comparé aux autres années, mais une opposition vive dans la presse obligea l'archevêque de l'annuler. En 1977, une plaquette en bronze fut inaugurée dans la cathédrale, attirant l'attention sur le caractère « tendancieux des accusations ».

## Notes

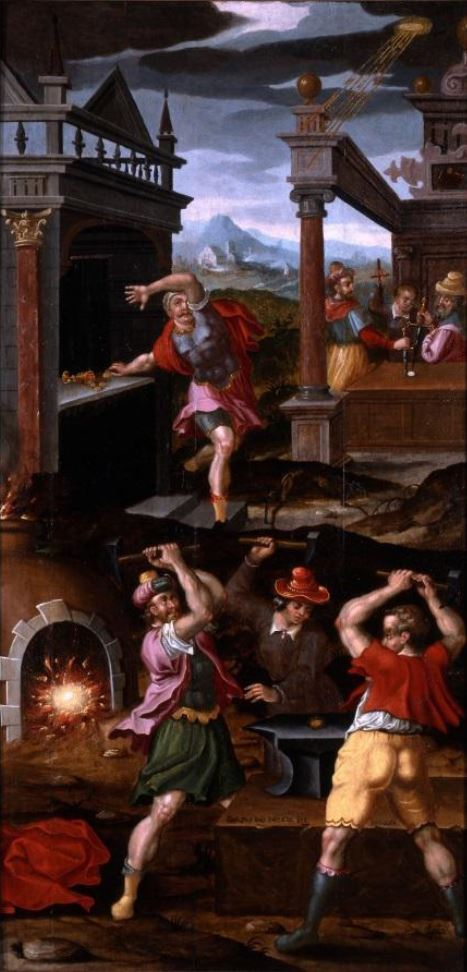
Profanation d'hostie par Jansz Claes, musée de Bruxelles,